# Justus Friedrich Wilhelm Zachariae
Justus Friedrich Wilhelm Zachariae (1. maj 1726 i Frankenhausen i Thüringen – 30. januar 1777 i Braunschweig) var en tysk digter.
Han studerede 1743—46 jura i
Leipzig, hvor han sluttede sig til Gottsched,
fortsatte 1747 sine Studier i Göttingen, blev
derpå Lærer ved Carolinum i Braunschweig
og 1761 Professor i Poesi smst., senere
Kanonikus ved St. Cyriakus-Stiftelsen.
Opmærksomheden for Z. vaktes gennem hans komiske
Epos »Der Renommist« (1744), udgivet paa ny
af Bruno Golz (1909), ogsaa hos Reclam (Nr.
307), hvis djærve Humor, især i Skildringen af
Studenterlivet, han ikke naaede paa Højde
med i sine følgende komiske Epos som
»Schertzhafte epische Poesien«, »Murner in der Hölle«
og »Lagosiade«. Han forsøgte sig ogsaa som
alvorlig Epiker med »Die Tageszeiten«, »Der
Tempel des Friedens«, »Die 4 Stufen des
weiblichen Alters«, »Die Schöpfung der Hölle«
og »Ferdinand Cortez«, men var heldigere, naar
han skrev »Fabeln in Burkart Waldis Manier«
eller søgte at forny de gamle Folkebøger i
»Zwei neue schöne Måhrlein«. Kun »Der
Renommist« har bevaret hans Navn. »Poetische
Schriften« (9 Bd 1763—65); »Hinterlassene
Schriften« med Biografi, udg. af I. I.
Eschenburg (1781). Hans polemiske Digte er
udgivne af Otto Ladendorf (»Literarische
Denkmale« Nr. 227).